# Afroleptomydas sorbens
Afroleptomydas sorbens är en tvåvingeart som beskrevs av Hesse 1969. Afroleptomydas sorbens ingår i släktet Afroleptomydas och familjen Mydidae. Inga underarter finns listade i Catalogue of Life.